# Ensemble Nostri Temporis
L'Ensemble Nostri Temporis (ENT) est un ensemble ukrainien spécialisé dans l'interprétation de la musique classique contemporaine et la promotion du travail de compositeurs contemporains, notamment ukrainiens. L'Ensemble Nostri Temporis organise également des événements artistiques en Ukraine dédiés aux nouvelles musiques.
L'Ensemble Nostri Temporis est fondé en 2007 par Alexey Shmurak et Maksym Kolomiets, issus de l'Académie de musique Tchaïkovski de Kiev. Selon Alexey Shmurak lui-même : "C'est un ensemble qui joue de la musique académique moderne et réalise divers projets multimédias." 

## Discographie
En 2012, ENT sort son premier disque "LIVE", qui comprend des œuvres de cinq compositeurs ukrainiens de la nouvelle génération : Alexey Shmurak, Maxim Kolomiyets, Bohdan Sehin (en), Anna Arkushina et Elena Serova.
En 2016, ENT enregistre le disque "Dialogues sans frontières", qui est sorti en Pologne chez Requiem Records. Il comprend cinq compositions : deux œuvres de compositeurs polonais (Dariusz Przybylski et Jerzy Kornowicz) et trois œuvres de compositeurs ukrainiens (Alexey Shmurak, Maxim Kolomiets et Bohdan Sehin).

## Activités
En 2010, l'ensemble participe aux cours de musique nouvelle de Darmstadt.
En 2012, à l'initiative de l'ENT, l'Ukraine accueille des « Master classes internationales de cours de musiques nouvelles ».
En 2014, ENT interpréte un programme de musique de compositeurs ukrainiens et allemands contemporains dans le programme "ensemble[:E:]uropa" sur la radio ouest-allemande.
En 2014, le projet polono-ukrainien à grande échelle "Neo Temporis Group", un grand ensemble organisé conjointement par des membres de l'ENT et le quatuor à cordes polonais "NeoQuartet", fait ses débuts avec un concert à "Warsaw Autumn". En 2015, ce groupe international donne une série de concerts en Pologne et en Ukraine, et en 2016 fait une grande tournée en Ukraine.
En 2018, dans le cadre du projet de la République de Pologne "100 pour 100. Des décennies musicales de liberté », dédiées au 100e anniversaire de l'indépendance de la Pologne, l'ensemble interpréte des œuvres de cinq compositeurs polonais contemporains à Lviv.